# Николо-Александровское
Нико́ло-Алекса́ндровское — село в Левокумском муниципальном округе Ставропольского края России.

## Варианты названия
- Николаево-Апександровское
- Николаево-Апександровское (Десятое)
- Николо-Апександровка
- Николо-Апександровск
- Николо-Апександровское (Десятое)[3]

## География
Расстояние до краевого центра: 201 км.
Расстояние до районного центра: 16 км.

## История
Было основано ещё в XIX веке. Изначально называлось Десятое по порядковому номеру при расселении раскулаченных крестьян. Позже называлось Стрепетово. Первый раз упоминается на картах в 1905 как село Николо-Александровское, названное в честь российских царей — Николая и Александра. Другая теория утверждает, что село названо в честь царя Николая II.
Датой образования считается 1 мая 1906 года. Селение образовывало Николаево-Александровскую волость.
До 16 марта 2020 года село было административным центром упразднённого Николо-Александровского сельсовета.

## Население
| 1908 | 1989  | 2002  | 2010  | 2014  | 2021  |
| ---- | ----- | ----- | ----- | ----- | ----- |
| 8187 | ↘1555 | ↗1917 | ↘1846 | ↘1500 | ↘1354 |

По данным переписи 2002 года в национальной структуре населения русские составляли 61 %, даргинцы — 27 %.
По данным переписи 2020 года в национальной структуре населения даргинцы составляли 45,27 %

## Инфраструктура
- Муниципальное учреждение культуры
- Муниципальное казенное учреждение «АКВА»
- Фельдшерско-акушерский пункт[14]
- ООО «Николо-Александровское». Образовано 1 апреля 1957 года как совхоз «Николо-Александровский»[15]. В 1991 году совхоз ликвидирован[16]
- Войсковой полигон[17]
- Колхоз им. XVIII партсъезда. Ликвидирован в 1950 году[16]
- Колхоза им. Ленина. Образован в 1940 году, ликвидирован в 1957 году[16]

## Образование
- Детский сад № 8
- Средняя общеобразовательная школа № 11. Открыт 25 января 1975 года[18]

## Русская православная церковь
- Церковь Николая, царя-мученика. Построена в 2012 году
- Молитвенный дом. Утрачен. Колокола размещены на отдельных столбах. Построен в 1907 году. Здание деревянное[19].

## Памятники
- Братская могила партизан, погибших в боях с фашистскими захватчиками. 1942—1943, 1946 года[20]